# Ново (Инальцинское сельское поселение)
Ново — деревня в Борисоглебском районе Ярославской области. Входит в состав Инальцинского сельского поселения.

## География
Находится в юго-восточной части Ярославской области на расстоянии приблизительно 21 км на юг-юго-запад по прямой от районного центра поселка Борисоглебский.

## История
В 1859 году здесь (деревня Ростовского уезда Ярославской губернии) было учтено 7 дворов, в 1898 — 12.

## Население
Численность населения: 68 человек (1859 год), 2 (русские 100 %) в 2002 году, 0 в 2010.